# Roskfalva
Roskfalva (1899-ig Roskócz szlovákul: Roškovce, németül: Roschkowitz) Dolyán településrésze, korábban önálló falu Szlovákiában, az Eperjesi kerület Lőcsei járásában.

## Fekvése
Lőcsétől 5 km-re keletre, Dolyántól közúton 1 km-re északnyugatra fekszik.

## Története
1280-ban Erzsébet királyné a birtokot Hurusknak adta, akinek nevét a település mindvégig megőrizte annak ellenére, hogy birtokosa 1289-ben eladta azt. 1296-ban „uillam Horusk”, 1310-ben „villa Rosk” néven említik.
A 18. század végén Vályi András így ír róla: „ROSKÓCZ. Tót falu Szepes Várm. földes Ura a’ Szepesi Káptalanbéli Uraság, lakosai katolikusok, és másfélék, fekszik Görgőnek szomszédságában, mellynek filiája; határjában legelője nem elég, fája van bőven, földgye soványas.”
Fényes Elek 1851-ben kiadott geográfiai szótárában így ír a faluról: „Roskócz, tót falu, Szepes vmegyében, Görgő fil., 91 kath. lak. F. u. a szepesi káptalan. Ut. p. Lőcse.”
1910-ben 87, túlnyomórészt szlovák lakosa volt. A trianoni diktátum előtt Szepes vármegye Lőcsei járásához tartozott.
1924-ben csatolták Dolyánhoz.

## Külső hivatkozások
- Roskfalva Szlovákia térképén

## Lásd még
- Dolyán